# VN1R1
Vomeronazalni tip-1 receptor 1 je protein koji je kod ljudi kodiran VN1R1 genom.
Feromoni su hemijski signali koji izazivaju specifične oblike ponašanja i fiziološke alteracije kod recipijenata iste vrste. Protein kodiran ovim genom je sličan sa feromonskim receptorima i prvenstveno je lokalizovan u mirisnoj sluzokoži. Alternativne splajsne varijante ovog gena su poznate. Njegova funkcija nije dovoljno izučena.

## Literatura
- Giorgi D, Friedman C, Trask BJ, Rouquier S (2001). „Characterization of nonfunctional V1R-like pheromone receptor sequences in human”. Genome Res. 10 (12): 1979—85. PMC 313059 . PMID 11116092. doi:10.1101/gr.10.12.1979.
- Pantages E, Dulac C (2001). „A novel family of candidate pheromone receptors in mammals”. Neuron. 28 (3): 835—45. PMID 11163270. doi:10.1016/S0896-6273(00)00157-4.
- Takeda S; Kadowaki S; Haga T;  . (2002). „Identification of G protein-coupled receptor genes from the human genome sequence”. FEBS Lett. 520 (1–3): 97—101. PMID 12044878. doi:10.1016/S0014-5793(02)02775-8.
- Strausberg RL; Feingold EA; Grouse LH;  . (2003). „Generation and initial analysis of more than 15,000 full-length human and mouse cDNA sequences”. Proc. Natl. Acad. Sci. U.S.A. 99 (26): 16899—903. PMC 139241 . PMID 12477932. doi:10.1073/pnas.242603899.
- Zhang J, Webb DM (2003). „Evolutionary deterioration of the vomeronasal pheromone transduction pathway in catarrhine primates”. Proc. Natl. Acad. Sci. U.S.A. 100 (14): 8337—41. PMC 166230 . PMID 12826614. doi:10.1073/pnas.1331721100.
- Ota T; Suzuki Y; Nishikawa T;  . (2004). „Complete sequencing and characterization of 21,243 full-length human cDNAs”. Nat. Genet. 36 (1): 40—5. PMID 14702039. doi:10.1038/ng1285.
- Gerhard DS; Wagner L; Feingold EA;  . (2004). „The status, quality, and expansion of the NIH full-length cDNA project: the Mammalian Gene Collection (MGC)”. Genome Res. 14 (10B): 2121—7. PMC 528928 . PMID 15489334. doi:10.1101/gr.2596504.
- Mitropoulos C; Papachatzopoulou A; Menounos PG;  . (2007). „Association study of human VN1R1 pheromone receptor gene alleles and gender”. Genet. Test. 11 (2): 128—32. PMID 17627382. doi:10.1089/gte.2006.0516.